# Asztalitenisz a 2012. évi nyári olimpiai játékokon (kvalifikáció)

## Kvalifikált országok

### Férfi egyéni
39 nemzet 69 versenyzője kvalifikálta magát.
| - Ausztria (AUT) (3) - Dél-Korea (KOR) (3) - Észak-Korea (PRK) (3) - Hongkong (HKG) (3) - Japán (JPN) (3) - Kína (CHN) (3) - Németország (GER) (3) - Oroszország (RUS) (3) - Svédország (SWE) (3) - Szingapúr (SIN) (3) - Ausztrália (AUS) (2) - Brazília (BRA) (2) - Egyiptom (EGY) (2) | - Görögország (GRE) (2) - Kanada (CAN) (2) - Kongói Köztársaság (CGO) (2) - Magyarország (HUN) (2) - Nigéria (NGR) (2) - Portugália (POR) (2) - Szerbia (SRB) (2) - Argentína (ARG) (1) - Belgium (BEL) (1) - Dánia (DEN) (1) - Dominikai Köztársaság (DOM) (1) - Egyesült Államok (USA) (1) - Fehéroroszország (BLR) (1) | - Franciaország (FRA) (1) - Horvátország (CRO) (1) - India (IND) (1) - Irán (IRI) (1) - Kuba (CUB) (1) - Kuvait (KUW) (1) - Nagy-Britannia (GBR) (1) - Paraguay (PAR) (1) - Románia (ROU) (1) - Spanyolország (ESP) (1) - Szlovénia (SLO) (1) - Tajvan (TPE) (1) - Vanuatu (VAN) (1) |

### Női egyéni
41 nemzet 68 versenyzője kvalifikálta magát.
| - Ausztria (AUT) (3) - Dél-Korea (KOR) (3) - Észak-Korea (PRK) (3) - Japán (JPN) (3) - Kína (CHN) (3) - Németország (GER) (3) - Szingapúr (SIN) (3) - Ausztrália (AUS) (2) - Brazília (BRA) (2) - Fehéroroszország (BLR) (2) - Egyesült Államok (USA) (2) - Egyiptom (EGY) (2) - Hollandia (NED) (2) - Horvátország (CRO) (2) | - Hongkong (HKG) (2) - Lengyelország (POL) (2) - Magyarország (HUN) (2) - Nigéria (NGR) (2) - Románia (ROU) (2) - Tajvan (TPE) (2) - Chile (CHI) (1) - Csehország (CZE) (1) - Dánia (DEN) (1) - Franciaország (FRA) (1) - India (IND) (1) - Irán (IRI) (1) - Kamerun (CMR) (1) - Kanada (CAN) (1) | - Kolumbia (COL) (1) - Kongói Köztársaság (CGO) (1) - Libanon (LIB) (1) - Luxemburg (LUX) (1) - Mexikó (MEX) (1) - Nagy-Britannia (GBR) (1) - Olaszország (ITA) (1) - Spanyolország (ESP) (1) - Thaiföld (THA) (1) - Törökország (TUR) (1) - Ukrajna (UKR) (1) - Vanuatu (VAN) (1) - Venezuela (VEN) (1) |

## Résztvevők nemzetek szerint
| Nemzetek              | Férfi  | Férfi  | Női    | Női    | Összes |
| Nemzetek              | egyéni | csapat | egyéni | csapat | Összes |
| --------------------- | ------ | ------ | ------ | ------ | ------ |
| Argentína             | 1      | –      | –      | –      | 1      |
| Ausztrália            | 2      | –      | 2      | –      | 4      |
| Ausztria              | 3      | X      | 3      | X      | 6      |
| Belgium               | 1      | –      | –      | –      | 1      |
| Brazília              | 2      | –      | 2      | –      | 4      |
| Chile                 | –      | –      | 1      | –      | 1      |
| Csehország            | –      | –      | 1      | –      | 1      |
| Dánia                 | 1      | –      | 1      | –      | 2      |
| Dominikai Köztársaság | 1      | –      | –      | –      | 1      |
| Egyesült Államok      | 1      | –      | 2      | –      | 3      |
| Egyiptom              | 2      | –      | 2      | –      | 4      |
| Dél-Korea             | 3      | X      | 3      | X      | 6      |
| Észak-Korea           | 3      | X      | 3      | X      | 6      |
| Fehéroroszország      | 1      | –      | 2      | –      | 3      |
| Franciaország         | 1      | –      | 2      | –      | 3      |
| Görögország           | 2      | –      | –      | –      | 2      |
| Hollandia             | –      | –      | 2      | –      | 2      |
| Hongkong              | 3      | X      | 2      | –      | 5      |
| Horvátország          | 1      | –      | 2      | –      | 3      |
| India                 | 1      | –      | 1      | –      | 2      |
| Irán                  | 1      | –      | 1      | –      | 2      |
| Japán                 | 3      | X      | 3      | X      | 6      |
| Kamerun               | –      | –      | 1      | –      | 1      |
| Kanada                | 2      | –      | 1      | –      | 3      |
| Kína                  | 3      | X      | 3      | X      | 6      |
| Kolumbia              | –      | –      | 1      | –      | 1      |
| Kongói Köztársaság    | 2      | –      | 1      | –      | 3      |
| Kuba                  | 1      | –      | –      | –      | 1      |
| Kuvait                | 1      | –      | –      | –      | 1      |
| Lengyelország         | –      | –      | 2      | –      | 2      |
| Libanon               | –      | –      | 1      | –      | 1      |
| Luxemburg             | –      | –      | 1      | –      | 1      |
| Magyarország          | 2      | –      | 2      | –      | 4      |
| Mexikó                | –      | –      | 1      | –      | 1      |
| Nagy-Britannia        | 1      | X      | 1      | X      | 2      |
| Németország           | 3      | X      | 3      | X      | 6      |
| Nigéria               | 2      | –      | 2      | –      | 4      |
| Olaszország           | –      | –      | 1      | –      | 1      |
| Oroszország           | 3      | X      | –      | –      | 3      |
| Paraguay              | 1      | –      | –      | –      | 1      |
| Portugália            | 2      | –      | –      | –      | 2      |
| Románia               | 1      | –      | 2      | –      | 3      |
| Spanyolország         | 1      | –      | 1      | –      | 2      |
| Svédország            | 3      | X      | –      | –      | 3      |
| Szerbia               | 2      | –      | –      | –      | 2      |
| Szingapúr             | 3      | X      | 3      | X      | 6      |
| Szlovénia             | 1      | –      | –      | –      | 1      |
| Tajvan                | 1      | –      | 2      | –      | 3      |
| Thaiföld              | –      | –      | 1      | –      | 1      |
| Törökország           | –      | –      | 1      | –      | 1      |
| Ukrajna               | –      | –      | 1      | –      | 1      |
| Vanuatu               | 1      | –      | 1      | –      | 2      |
| Venezuela             | –      | –      | 1      | –      | 1      |
| Összes nemzet 28      | 69     | –      | 69     | –      | 138    |